# Erica andreaei
Erica andreaei är en ljungväxtart som beskrevs av Robert Harold Compton. Erica andreaei ingår i släktet klockljungssläktet, och familjen ljungväxter. Inga underarter finns listade i Catalogue of Life.